# Pleurothallis incongrua
Pleurothallis incongrua är en orkidéart som beskrevs av Carlyle August Luer. Pleurothallis incongrua ingår i släktet Pleurothallis och familjen orkidéer. Inga underarter finns listade i Catalogue of Life.